# Siège de Perpignan (1542)
Pour les articles homonymes, voir Siège de Perpignan.
Neuvième guerre d'Italie
Le siège de Perpignan eut lieu en 1542 entre une armée assiégeante française commandée par le dauphin Henri et la garnison espagnole. Il se déroula dans le cadre de la Neuvième guerre d'Italie (1542-1546).

## Le siège
Après qu'une attaque surprise des assiégés eut détruit la majeure partie de l'artillerie lourde française, le siège s'enlisa. Une épidémie frappa le camp français, affaiblissant considérablement les troupes. L'arrivée d'une armée de secours espagnole commandée par le duc d'Albe obligea les Français à lever le siège et à battre en retraite.
C'est au cours de ce siège que le chirurgien Ambroise Paré, accompagnant l'armée française, eut l'idée d'une nouvelle technique. Le maréchal de Brissac ayant reçu une balle dans l'épaule, il a l'idée de replacer le blessé dans la position initiale au moment de l'impact pour révéler l'emplacement de la balle perdue et ainsi permettre au chirurgien du Dauphin Nicole Lavernault de l'extraire.